# تويست (رواية كانو)
تويست هي رواية جريمة صدرت عام 2011، وتحتوي على عناصر من الإثارة السياسية، كتبها الكاتب الباسكي هاركايتز كانو. فاز الكتاب بجائزة الأدب الباسكي لعام 2012.  تم نشر النسخة الباسكية الأصلية من قبل Editorial Susa في عام 2011، وقام جيراردو ماركوليتا بترجمة الرواية إلى الإسبانية وتم نشرها بواسطة مجموعة بلانيتا في عام 2013. تم نشر الترجمة الإنجليزية التي كتبها أمايا جابانتكسو في عام 2018 عن طريق Archipelago Books.
تدور أحداث الفيلم في الثمانينيات من القرن العشرين، حيث يعمل بطل الرواية دييغو لازكانو كمترجم فوري، ولديه صديقان مقربان، زيبيريو وسوتو، يتم القبض عليهما وتعذيبهما وقتلهما في النهاية على يد الحرس المدني الإسباني. يغير مقتل أصدقائه كل شيء في حياة لازكانو. تتناول الرواية انتقام أصدقاء لازكانو، وعلاقته بفتاة تدعى جلوريا.

## استراتيجية السرد
يربط المؤلف أحداث روايته بالفن، فيذكر الرسامين المفضلين لديه ويتحدث عن الأعمال التي ميزت أكثر، ويبعد القارئ عن الحبكة الرئيسية، بطولة سوتو وزبيريو. يحب المؤلف الفن وهذا ما ينعكس في روايته، مع إشارة إلى عالم الفن بشكل عام. استخدم الفن كما لو كان سرًا رمزيًا، واستخدامه هو بقايا الاثنين المقتولين كقطعة أخرى من المجموعة الفنية. ينشئ كانو رواية سريعة جدًا باستخدام التقنية الحديثة، مستخدمًا فرضية بعض الأحداث التي وقعت في الثمانينيات، ليدخل كل هذه السنوات الآن. وبهذه الطريقة حقق سردًا سريعًا للغاية باستخدام تقنية السرد التي تجبر القارئ على التنقل بسرعة كبيرة بين الحبكة، وسرد الأحداث الأكثر شهرة فقط.

## التاريخ
تدور هذه الرواية حول أحداث حقيقية، وتحديدًا مقتل الشابين الباسكيين لاسا وزابالا. وقعت جريمتي القتل هاتين خلال La Guerra Sucia ("الحرب القذرة") حيث أنشأت الحكومة الإسبانية، في الفترة من 1983 إلى 1987، فرق موت غير قانونية لمحاربة المنظمات القومية والانفصالية الباسكية. تم القبض على لاسا وزابالا في بلدة بايونا، وهي بلدية في فرنسا، ثم تم نقلهما إلى مدينة سان سيباستيان في إسبانيا، حيث تعرضا للتعذيب. تم نقل لاسا وزابالا في النهاية إلى لقنت بإسبانيا، حيث تم إطلاق النار عليهما ودفنهما. وبعد ثلاث سنوات من مقتلهما، اتصل مزارع في أليكانتي بمحطة إذاعية لإبلاغ المحطة بأنه عثر على عظام. أدت هذه المكالمة إلى الكشف عن قصة لاسا وزابالا.

## الشخصيات

### دييغو لازكانو
دييغو لازكانو هو مترجم وعضو في الفرقة التي تناضل من أجل تحرير إقليم الباسك. في الميثاق المسمى "Redy Made" يتحدث عن حياته الهادئة، على الرغم من أنه يتذكر مرارًا وتكرارًا الأحداث التي وقعت في الثمانينيات. في طفولته، انضم إلى فرقة مسرحية، بسبب حبه لفتاة تدعى غلوريا، حيث التقى بصديقيه المفضلين، سوتو وزيبيريو. لاحقًا، يدين دييغو، بطل الرواية والراوي، أفضل صديقين له أثناء تعرضهما للتعذيب على يد الحرس المدني. إن انفصاله عن أفضل أصدقائه وقتلهم المشترك يأخذ قفزة هائلة في حياته. تثار الشكوك ويعتبر الانتقام ضروريًا، الأمر الذي غير حياة دييغو إلى الأبد منذ ذلك الحين فصاعدًا.

### جلوريا
لبدء الحديث عن وصف غلوريا، يجب على المرء أن يقول أن الوصف مقدم من وجهة نظر دييغو لازكانو. يوضح دييغو لازكانو في الكتاب أن شعرها قصير أصبح مع مرور الوقت رماديًا أكثر فأكثر وذو بشرة سوداء. وهي غير متزوجة وليس لديها أطفال. تعيش في برشلونة، في دور علوي صغير يقع في منطقة مونجويك. ليس لها علاقة بأسرته لسببين: لأنها تحب حرية العيش بمفردها ولأن علاقتها بوالده سيئة للغاية لأنه فاشي. في الكتاب، تتجادل بشكل شائع مع لازكانو حول السياسة والفنون وقضايا أخرى. إنها فنانة، لكنها لا تبيع الكثير من الكتب. عندما رأت ذلك، بدأت في تعاطي المخدرات.

### جرائم القتل
- تشابي سوتو: يعمل في تشييد مبنى غلوريا كمقاول. هو شيطان زيبيريو ولازكانو. قُتل بعد تعرضه للتعذيب ودُفن بالقرب من البحر الأبيض المتوسط بسبب كونه جزءًا من منظمة E.T.A.
- زيبيريو: لقد قُتل مع سوتو وفي نفس الوضع. مثل أصدقائه لازكانو وسوتو، كان يعمل في عمل جلوريا.

### الحرس المدني
- هيرنانديز وفارجاس: مهمتهم الرد على أوامر رودريجو، فهم لا يفكرون في أنفسهم وليسوا سعداء بالأشياء التي فعلوها.
- المقدم رودريغو ميسا: إنه يؤمن بعمله أكثر من أي شيء آخر. المستقيم الذي يحب تنفيذ أوامرهم دون التشكيك في أي شيء على الإطلاق.

### أخرى
- فورميكا هو والد غلوريا الفاشي والأرستقراطي. وهو ملازم، وعمر ظهوره أكثر من 75 سنة.
- غابرييل لازكانو هو والد دييغو. يعيش في المكسيك. وعندما مرض اختفى من حياة ابنه. يعتقد ابنه أنه مات.
- ميليتون مانزانا: أول شرطي قتل منظمة إيتا عمدًا. جلاد. وكان يطلب المعروف من أمهات وأخوات المعتقلين بما يناسبه. وقد اتُهم بالتعاون مع النازيين في إبادة اليهود مقابل أشخاص كانت الحكومة الإسبانية مهتمة بهم.
- سانتياغو سيرفيرا: طبيب وصديق والد دييغو لازكانو. وهناك حديث في الكتاب يقول أنه كان متورطا في أشياء قذرة. اختفاء الأطفال واستخدام العنف.